# 江川隆男
江川 隆男（えがわ たかお、1958年1月8日 - ）は、日本の哲学者。
専門は、ジル・ドゥルーズに関する研究を中心とする近現代哲学に関する研究、反道徳主義倫理学の研究。
東京都立大学助手、首都大学東京助教を経て、立教大学教授。学位は、博士（文学）（東京都立大学・2001年）。東京都出身。

## 経歴
- 1974年3月‐東京都立羽田工業高等学校金属科中退
- 1994年4月 - 東京都立大学大学院人文科学研究科哲学専攻修士課程入学[1]。
- 1999年10月 - 東京都立大学大学院人文科学研究科哲学専攻博士課程単位取得満期退学。
- 2001年 - 博士論文「存在と差異 - ドゥルーズにおける「発生」の問題」で、東京都立大学より博士（文学）を取得。
- 東京都立大学人文学部助手、首都大学東京都市教養学部助教[2]、首都大学東京都市教養学部人文・社会系研究員。
- 2014年4月 - 立教大学現代心理学部映像身体学科・大学院現代心理学研究科映像身体学専攻教授[2]。

## 著書
- 『存在と差異 - ドゥルーズの超越論的経験論』（知泉書館） 2003
- 『死の哲学』（河出書房新社） 2005
- 『超人の倫理 - 〈哲学すること〉入門』（河出書房新社） 2013
- 『アンチ・モラリア - 〈器官なき身体〉の哲学』（河出書房新社） 2014
- 『スピノザ『エチカ』講義 - 批判と創造の思考のために』（法政大学出版局） 2019
- 『すべてはつねに別のものである - 〈身体‐戦争機械〉論』（河出書房新社） 2019
- 『残酷と無能力』（月曜社） 2021
- 『内在性の問題』（月曜社） 2024

### 共著
- 『ニーチェ入門 - 悦ばしき哲学』（河出書房新社） 2010
- 『HAPAX vol.4 - 戦争と革命』（夜光社） 2015
- 『HAPAX vol.13 - パンデミック』（夜光社） 2020

### 論文
- 国立情報学研究所収録論文 国立情報学研究所

## 翻訳
- 『ベルクソン講義録〈3〉 - 近代哲学史講義・霊魂論講義』（アンリ・ベルクソン、合田正人共訳、法政大学出版局） 2000
- 『初期ストア哲学における非物体的なものの理論』（エミール・ブレイエ、月曜社） 2006
- 『場所の運命 - 哲学における隠された歴史』（エドワード・ケーシー、堂囿俊彦, 大崎晴美, 宮川弘美, 井原健一郎共訳、新曜社） 2008
- 『コンシアンスの系譜学』（エドワード・G・アンドリュー、樋口克己, 伊藤雅巳, 堂囿俊彦共訳、文化科学高等研究院出版局） 2017

### ジル・ドゥルーズ
- 『狂人の二つの体制 1975 - 1982』（ジル・ドゥルーズ、共訳、河出書房新社） 2004
- 『狂人の二つの体制 1983 - 1995』（ジル・ドゥルーズ、共訳、河出書房新社） 2004
- 『ニーチェと哲学』（ジル・ドゥルーズ、河出書房新社） 2008
- 『対話』（ジル・ドゥルーズ, クレール・パルネ、増田靖彦共訳、河出書房新社） 2008、のち改題文庫化『ディアローグ - ドゥルーズの思想』（河出書房新社） 2011